# Del volar de las palomas
Blops es el segundo álbum del grupo de Folk-rock chileno Blops, editado en 1971, por el sello Peña de la Familia Parra. En términos estrictos, es el segundo álbum homónimo del grupo, pero se ha hecho conocido con el título Del Volar de las Palomas a raíz de la canción más famosa del disco.
El álbum se basa en el concepto de un día en la vida de una persona, dividiendo el LP en dos partes: "Mañana" y "Tarde", respectivamente. Al mismo tiempo, la temática de las canciones de la placa están en un contexto más bien casero.
Del Volar de las Palomas fue producido por el músico Ángel Parra, quien también colabora en la guitarra y en la voz principal en el tema que le da título al disco.
El álbum, considerado una obra clave de la música popular chilena  presenta una notable diferencia con el primer LP ya que la mayoría de composiciones son cantadas y sólo un tema es instrumental. Además, incluye dos ejemplos de uso de cintas invertidas, recurso muy en boga en la época, en las canciones El río donde va y Esencialmente así no más. Cabe señalar que El río donde va  contiene un mensaje oculto que puede escucharse al invertir la pista manualmente o mediante un programa computacional.

## Lista de temas

### Lado A: Mañana
1. "Que Lindas son las Mañanas" (Gatti) – 4:33
2. "Pintando Azul el Mar" (Villalobos) – 3:15
3. "Manchufela" (Orrego) – 4:21
4. "El Río donde Va" (Villalobos) – 3:56
5. "Esencialmente así no más" (Gatti) – 3:55
6. "El Proclive Necesario" (Orrego) – 3:16

### Lado B: Tarde
1. "La Rodandera" (Villalobos) – 3:43
2. "Tarde" (Gatti, Orrego) – 2:55
3. "Del Volar de las Palomas" (Orrego) – 5:46
4. "Campos Verdes" (Gatti) – 4:14
5. "Pisándose la Cola" (Orrego) – 6:45

## Músicos
- Eduardo Gatti – Guitarra, Tiple, Huiro, Bajo, Órgano, Voz
- Julio Villalobos – Guitarra, Acordeón, Tiple, Piano, Voz
- Juan Pablo Orrego – Bajo, Guitarra, Voz
- Juan Contreras – Flauta, Órgano, Huiro, voz
- Sergio Bezard – Batería, percusiones, voz

Invitados
- Ángel Parra – Guitarra y voz en "Del Volar de las Palomas", Producción
- Eduardo Salgado - Cello en "Esencialmente Así No Más"
- Patricio Barria - Cello en "Tarde"
- María Saavedra - Violín en "Tarde"
- Alberto Zapicán - Kultrún en "La Rodandera"

- Datos: Q5801642